# Ulrich Behl

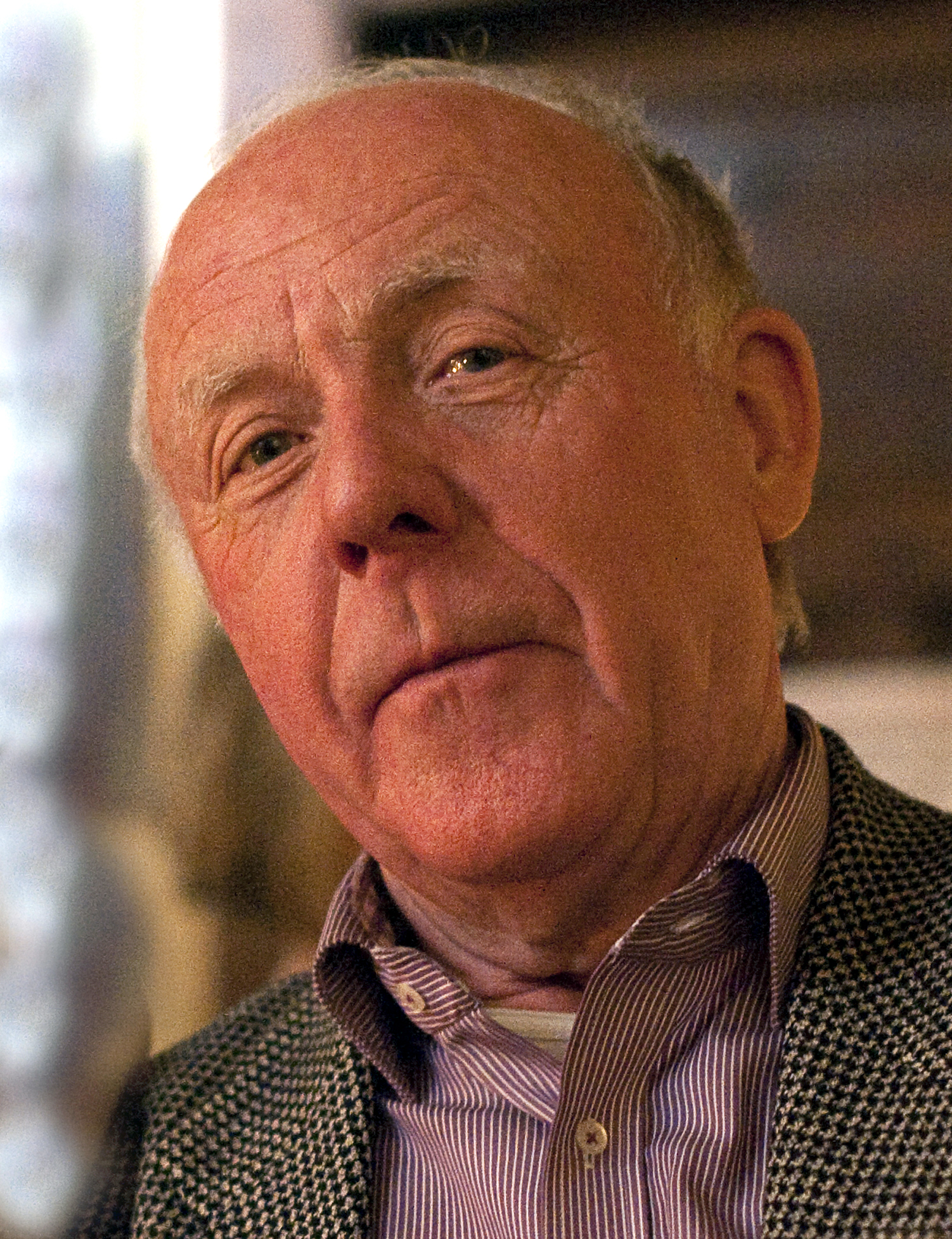
Ulrich Behl

Ulrich Behl (* 22. September 1939 in Arnswalde; † 1. September 2021 in Kiel) war ein deutscher Zeichner, Grafiker und Objektkünstler. Er zählt zu den Vertretern der Konkreten Kunst.

## Leben
Behl gelangte 1945 nach Kriegsende durch Vertreibung mit seiner Familie nach Scherenbostel bei Hannover. 1961 machte er sein Abitur an der Lutherschule in Hannover. 1961 bis 64 studierte er an der Pädagogischen Hochschule in Alfeld (Leine), vornehmlich bei dem Bildhauer Kurt Schwerdtfeger.
Seit 1962 beschäftigte er sich mit seriellen und strukturellen Gestaltungen. Von 1962 bis 1964 leitete er das Trialogische Kabarett zusammen mit Georg Marx und Christian Schlockwerder. 1963/64 arbeitete er bei der Rekonstruktion von Kurt Schwerdtfegers Reflektorischen Farbspielen der Weimarer Bauhauszeit und leitete sie später. 1964 verlor er seine gesamte künstlerische Produktion durch Diebstahl. Von 1964 bis 1971 arbeitete er im Schuldienst in Harpstedt bei Bremen. Seit 1965 war die Handzeichnung sein vorrangiges künstlerisches Medium. Seit 1967 arbeitete er im Bereich der Druckgrafik (Schwerpunkt Lithografie) und beschäftigte sich mit dem Phänomen Licht. Von 1967 bis 1968 studierte er an der Werkkunstschule in Hannover bei Raimund Girke und Rolf Hartung und schloss das Studium mit dem Realschullehrerexamen für Kunsterziehung und Werken ab. 1968 bis 1971 war er erneut im Schuldienst in Harpstedt bei Bremen, außerdem Fachseminarleiter für Bildende Kunst. Er war in der Erwachsenenbildung tätig und Leiter der örtlichen Volkshochschule. Seit 1971/72 beschäftigte er sich mit Installationen, u. a. dem Farbmischambiente. 1971 übersiedelte er nach Kiel. Von 1971 bis 1975 studierte er Kunstgeschichte an der Christian-Albrechts-Universität zu Kiel und von 1971 bis 1979 arbeitete er als Dozent für Kunsterziehung an der Pädagogischen Hochschule Kiel: Rekonstruktion der Reflektorischen Farblichtspiele von Kurt Schwerdtfeger mit Studierenden; mehrmalige öffentliche Aufführung in der Kunsthalle zu Kiel.
Ab 1979/80 schuf er Objekte, papierbespannte Holzkonstruktionen. Ab 1981 war er Fachbereichsleiter für Literatur, Kunst und Gestaltung an der Volkshochschule Kiel.
Ab 1987 konzipierte und realisierte er metallische Schwimmobjekte. 1989 nahm er an der 3. PRO-Konferenz für Konstruktivismus in Rotterdam teil. 1993 wurde er Mitglied im Deutschen Künstlerbund. 1995 nahm er an der Biennale von Venedig in der Sonderschau ARTELAGUNA teil. 2002 initiierte und gründete er die Kieler Ateliergemeinschaft neunzig Grad zusammen mit Suzana Hlináková, Frank Peter, Dieter Stolte und Susan Walke.

## Mitgliedschaften
Behl war ehrenamtlich tätig in den Landesverbänden des Bundesverbandes Bildender Künstlerinnen und Künstler und des Bundes Deutscher Kunsterzieher. Er war Mitglied im Schleswig-Holsteinischen Kunstverein, dem Stifterkreis der Kunsthalle zu Kiel und in der Bürgeraktion Erweiterungsbau der Kunsthalle zu Kiel. Er ist Mitinitiator der Spiellinie Kiel.

## Werk
Ab 1965 wurde die Handzeichnung Behls bevorzugtes künstlerisches Medium. Ab 1967 befasste er sich dann auch in der Druckgraphik – vorwiegend in der Lithographie – mit dem Phänomen Licht. Sein Studium bei Raimund Girke seit 1967 an der Werkkunstschule Hannover führte ihn zur Beschäftigung mit der Farbe Weiß, auch in der Nachfolge der Gruppe ZERO und unter dem Einfluss der holländischen Gruppe Nul mit Jan Schoonhoven. Jedoch liegen ihm die mit Lampen, Spiegeln und Prismen erzeugten Lichteffekte bei Otto Piene und Ernst Mack ebenso fern wie die starren Strukturen bei Schoonhoven und Günther Uecker. 
Ab 1967 zeichnete er Meeres- und Landschaftsstudien mit den Titeln Maritimes, Maritime Abläufe, Bewölkungsauflockerung, Kleines Seestück oder Verwehung, von denen aus er schließlich zur Gestaltung serieller Strukturen und modularer Ordnungen gelangte. Anfang der siebziger Jahre überschritt er in unterschiedlichen Abstufungen die Grenze zum Ungegenständlichen und Geometrischen. In Zeichnungen und Graphiken mit Titeln wie Lichtbewegung (1975), Lichtfall (1975) und Lichtspalt (1976) gab er Lichträume um hintereinander geschichtete Kegel oder durchscheinendes Licht hinter gedachten Schnitten im Papier wieder. Behl schrieb hierzu selbst: „Der unübersehbaren Fülle von Bildwelten und optischen Sinneseindrücken begegne ich mit selektivem Interesse an Erscheinungsformen von Wirklichkeit ... Meine Arbeit tendiert seit Jahren zum Seriellen und Konzeptionellen.“ Entsprechend interessieren ihn auch alle Arten von industriell gefertigten seriellen Strukturen wie Gitter, Lamellen, Jalousien, um an ihnen die Verläufe des Lichts zu studieren.
Ab 1980 sind seine Zeichnungen ausschließlich geometrisch und immer in variierenden Serien angelegt, deren Titel prozesshaftes Gestalten (Prozess-Ordnung, Gefüge, Durchdringung), Varianten aus fest definierten Grundelementen (Modulare Ordnungen) oder musikalische Kompositionsprinzipien wiedergeben (Doppelakkord, Crescendo/Decrescendo, Abbreviaturen). Er entwickelte ein Konzept serieller und modularer Ordnungen, das wesentlich von Bildstrukturen beeinflusst war, die Richard Paul Lohse in den 1940er- und 1950er-Jahren erforscht hatte. Unter grundsätzlichem Ausschluss der Farbe (die bei Lohse die Hauptrolle spielte), übernahm Behl die Analyse vertikaler Strukturen als Basis serieller Systeme. Wesentliches Motiv wurden die Schnittpunkte von Diagonalen mit Horizontalen und Vertikalen, an denen sich die Brechungen des Lichts in Verläufen vom Weiß des Papiers zur tiefsten Schwärze des vom Bleistift aufgetragenen Graphits oder der Pigmentkonzentration von rotem und blauem Farbstift rhythmisch wiederholen. Er gestaltet die Anwesenheit von Licht (Weiß) oder das Fehlen von Licht (Schwarz) durch einen exakten, konzentrierten und langwierigen Auftrag der Zeichnung in unendlich vielen Strichlagen gegen die Unebenheiten des Büttenpapiers. Der Zeichenvorgang bewegt sich bei ihm zwischen den Extremen höchster Konzentration und stofflicher Verdichtung bis hin zum Schweben des Stifts über dem Zeichengrund. Diese konzentrierte Arbeit ist für ihn zugleich ein Erkenntnisprozess über das Wesen des Zeichnens.
Als Behl 1977 die Welt des Gegenständlichen, der Maritimen Abläufe, der Lichtfilter und gebogenen Geflechte verließ und sich den Lichtverläufen an exakten geometrischen Strukturen zuwandte, wagte er sich damit zugleich in den Bereich der Konkreten Kunst vor, zu deren profiliertesten Vertretern er heute gehört. Max Bills Definition der Konkreten Kunst (1944) liefert den Schlüssel zum Verständnis für Behls Kunst: „Konkrete Kunst macht den ‚abstrakten Gedanken an sich’ mit rein künstlerischen Mitteln sichtbar und schafft zu diesem Zweck neue Gegenstände. Das Ziel der konkreten Kunst ist es, Gegenstände für den geistigen Gebrauch zu entwickeln.“  Der „abstrakte Gedanke an sich“ ist für Behl die Beschreibung des Lichts ohne die Schilderung einer Situation aus der Welt der realen Gegenstände.
Gegenstände für den geistigen Gebrauch sind auch die bespannten Papierobjekte, die Behl seit 1980 entwickelte und die heute einen umfangreichen Teil seines Gesamtwerks ausmachen. Mithilfe leichter Holzgerüste, die er nach dem Vorbild des Flugzeugmodellbaus mit Papier bespannt, schafft er modular geordnete Systeme aus geometrischen Räumen, Schlitzen und Tunneln unterschiedlicher Tiefe, flach oder prismatisch vorspringend, auf einer Ebene oder hintereinander gestaffelt, die auf weiße Holztafeln montiert oder als Pyramide, asymmetrische Spindel oder an Brâncuși erinnernde Säule freistehend und durchscheinend sind und in denen das Licht je nach der inneren Struktur in unterschiedlicher Stärke gefangen wird. Es sind Studien- oder „Schauobjekte“, wie Behl sie durchgehend nannte, an denen die Verläufe des Lichts in den Tiefenräumen, seine An- und Abwesenheit in unterschiedlichen Abstufungen studiert werden kann.
Darüber hinaus beschäftigte sich der Künstler mit dem Phänomen des Zufalls, als er Reihen von Lottozahlen in geometrische Systeme übertrug oder mit Graphit überzogene Tischtennisbälle gegen weiße Papierflächen spielte. Bei seinen Schwimmobjekten für den Kleinen Kiel in der Schleswig-Holsteinischen Landeshauptstadt (1987) und für die Sonderschau ARTELAGUNA der Biennale von Venedig (1995) waren geometrische Körper Bewegungsmustern ausgesetzt, die durch die Natur vorgegebenen sind. In seiner Einzelausstellung anlässlich der Verleihung des Landeskunstschaupreises 2008 in Kiel zeigte der Künstler neue Gruppen von Zeichnungen und „Schauobjekten“, die einen ständigen Fluss von neuen Gestaltungsideen belegen.

## Preise und Auszeichnungen
- 1969 und 1971: Europapreis (Bronzemedaille) für Malerei in Ostende
- 1974: dritter dritten Preis der Kunst + Spiel vom Roemer-Pelizaeus-Museum in Hildesheim
- 1983: Stipendium des Landes Niedersachsen für experimentelles Arbeiten im Bereich Lithografie
- 1988 den 4. Preis beim 5. Wettbewerb der Internationalen Senefelderstiftung in Offenbach/M.
- 1996: 1. Preis beim Ideenwettbewerb Hirschfeldblick des Ministeriums für Wissenschaft, Forschung und Kultur des Landes Schleswig-Holstein und der Architekten- und Ingenieurkammer Schleswig-Holstein in Kiel
- 1997: Stipendium als Ehrengast der Deutschen Akademie Rom Villa Massimo durch das Land Schleswig-Holstein.
- 2008: Landeskunstschaupreises in Kiel
- 2016: Kulturpreis der Stadt Kiel[4]

## Einzelausstellungen (Auswahl)
(K=Katalog, F=Faltblatt)
- 1966 Leibnizkolleg der Universität, Tübingen
- 1968 Galerie pro arte, Delmenhorst; Bund Bildender Künstler, Galerie im Künstlerhaus, Hannover (K)
- 1969 Kunstkabinett Henze, Höxter
- 1970 Galerie de Gestlo, Bremen
- 1971 Evangelische Akademie, Loccum
- 1972 Kunsthalle Wilhelmshaven (zusammen mit Herbert Klettke, K)
- 1975 Werkhof Bissendorf/Hannover
- 1976 Galerie Stekhoven, Westensee/Kiel (zusammen mit Heidrun Borgwardt, K)
- 1978 Museum für Kunst und Kulturgeschichte der Hansestadt Lübeck im Dräger-Forum (F)
- 1979 Galerie Michael Neumann, Kiel (K)
- 1981 Textilmuseum, Neumünster
- 1987 Kunsthalle zu Kiel (K); Erstmalige Präsentation einer 28teiligen Schwimmskulptur auf dem Kleinen Kiel, Kiel
- 1990 Galerie Stücker/Kulturring, Brunsbüttel
- 1991 Galerie Bernd Schramm, Kiel
- 1993 Galerie Kruse, Flensburg; Galerie am Stadtmuseum Marlies Fischer-Zöller, Düsseldorf (K)
- 1995 Associazione Culturale Italo-Tedesca, Palazzo Albrizzi, Venedig
- 1996/97 Architekten- und Ingenieurkammer Schleswig-Holstein, Kiel 1996/97;Stadtgalerie im Elbeforum, Brunsbüttel
- 1997 Deutsche Akademie Rom, Villa Massimo (zusammen mit Winfried Völlger)
- 1997/98 Museum Ostdeutsche Galerie, Regensburg
- 1998 Galerie Leviathan, Bordesholm
- 1999 Polnisches Architekturmuseum, Wrocław/Breslau; Galerie Claudia Boer, Hannover
- 2001 Centre Culturel Francais, Kiel
- 2005 Schleswig-Holsteinische Landesbibliothek, Kiel; Kunstverein Elmshorn; Richard-Haizmann-Museum, Niebüll; Sparkassen-Stiftung Schleswig-Holstein, Kiel (K)
- 2008 cubus Kunsthalle, Duisburg; Imago Kunstverein, Wedemark/Hannover
- 2009 Sennheiser electronic, Wedemark/Hannover; Brunswiker Pavillon, Kiel; Torhausgalerie, Braunschweig (zusammen mit Heiko Tappenbeck)
- 2009/10 Galerie Dieter Fischer im Depot, Dortmund

## Werke in öffentlichen Sammlungen
Architekturmuseum, Wrocław/Breslau, Polen; Bundeskunsthalle, Bonn; Bundesministerium des Innern, Bonn; Bürgergalerie in Kiel, Hans-Henseleit-Stiftung; Deutsche Akademie Rom, Villa Massimo; Herbert-Gerisch-Stiftung, Neumünster; Kultusministerium des Landes Schleswig-Holstein; Kunstforum Ostdeutsche Galerie, Regensburg; Kunsthalle zu Kiel; Kunstsammlungen der Veste Coburg; Mondriaanhuis Amersfoort; Museum für Konkrete Kunst, Ingolstadt; Museum für Kunst und Kulturgeschichte der Hansestadt Lübeck; Museum für zeitgenössische Kunst, Kaliningrad; Museumsberg Flensburg; Pommersches Landesmuseum, Greifswald; Schleswig-Holsteinische Landesbibliothek, Kiel; Schleswig-Holsteinisches Landesmuseum Schloss Gottorf, Schleswig; Sparkassenstiftung Schleswig-Holstein, Kiel;
Staatsgalerie Stuttgart; Stadtgalerie Kiel; Stadt Neumünster; Städtische Galerie Karlsruhe; Stichting PRO, Dordrecht/Niederlande; Stiftung Pommern, Kiel; Wilhelm Lehmbruck Museum, Duisburg

## Werke im öffentlichen Raum
- Mahnmal der Katholischen Kirche in Klein Forste bei Hildesheim, 1969
- Schwimmobjekt auf dem Kleinen Kiel, Kiel, 1987
- Kreisläufe, 18teilige Arbeit, PreussenElektra, Hannover 1994
- Theodor-Heuss-Grundschule, Kiel-Hassee, 1995
- Grundschule Bovert, Meerbusch, 2003
- GMSH, Bürogebäude Mercatorstraße 9, Kiel-Wik